# Иш
49°37′44″ пн. ш. 6°07′55″ сх. д. / 49.629° пн. ш. 6.132° сх. д.
Иш, також Ейх (люксемб. Eech , фр. Eich, нім. Eich) — район міста Люксембурга, столиці Великого герцогства Люксембург. Розташований на півночі міста. До 1920 року був окремим містом і головним населеним пунктом комуни Иш. В минулому був одним з центрів чорної металургії країни. Населення 2905 осіб, з яких 26,33 % люксембуржці, 73,67 % — іноземці (2019). Площа 63,18 га.

## Історія
У 1845 році командитним товариством «Август Метц і компанія» (фр. Société en commandite Auguste Metz & Cie) тут було засновано металургійний завод, що довгий час після заснування був найсучаснішим металургійним заводом Люксембургу. Однак, він завжди був заводом неповного циклу, тобто на ньому виплавлявся лише чаву і сталеплавильного виробництва не було. Оскільки до заводу не було проведено залізницю, він згодом перетворився практично на ливарню й майстерні. Завод закритий 1962 року. На його місці у 2002 році виник житловий район.
Містечко Иш разом з громадою Иш ввійшло до складу Люксембурга 1 липня 1920 року.

## Населення
Станом на кінець 2019 року населення району Иш становило 2905 особу, з яких 765 особи, або 26,33 %, становили люксембуржці і 2140 осіб, або 73,67 % — іноземці, в тому числі 17 осіб вихідців з України при 373 вихідцях з України, що проживали в цілому у Люксембурзі.:10, 27 Для населення харектерним є постійне зростання.
| № п/п         | Країна походження | Країна походження | Кількість, осіб | %     |
| ------------- | ----------------- | ----------------- | --------------- | ----- |
| 1             | Люксембург        | Люксембург        | 765             | 26,33 |
| 2             | Португалія        | Португалія        | 482             | 16,59 |
| 3             | Франція           | Франція           | 416             | 14,32 |
| 4             | Італія            | Італія            | 192             | 6,61  |
| 5             | Бельгія           | Бельгія           | 103             | 3,55  |
| 6             | Іспанія           | Іспанія           | 79              | 2,72  |
| 7             | Німеччина         | Німеччина         | 67              | 2,31  |
| 8             | Угорщина          | Угорщина          | 53              | 1,82  |
| 9             | Румунія           | Румунія           | 48              | 1,65  |
| 10            | Греція            | Греція            | 48              | 1,65  |
|               | Інші              | Загалом           | 652             | 22,44 |
| з них Україна | Інші              | 17                | 0,59            |       |

| Рік                       | 2012 | 2013 | 2014 | 2015 | 2016 | 2017 | 2018 |
| ------------------------- | ---- | ---- | ---- | ---- | ---- | ---- | ---- |
| Кількість населення, осіб | 2480 | 2522 | 2664 | 2722 | 2735 | 2820 | 2961 |

## Виноски
1. ↑  https://www.vdl.lu/sites/default/files/media/document/Etat%20de%20la%20population%202022_0.pdf
2. 1 2  https://maps.vdl.lu/
3. 1 2 3  État de la population 2019 - Statistiques sur la population de la Ville de Luxembourg (PDF). www.vdl.lu. Administration communale de la Ville de Luxembourg. Архів оригіналу (PDF) за 6 вересня 2020. Процитовано 15 січня 2021. (фр.)
4. 1 2  Eich. www.vdl.lu. Administration communale de la Ville de Luxembourg. Архів оригіналу за 21 січня 2021. Процитовано 15 січня 2021. (фр.)